# ذوق (صوفية)
الذوق في الصوفية، هو من أسرار التجربة المباشرة التي يمر بها الفرد بذاته. إنه يشير، في المقام الأول، إلى الخبرة الباطنية الإلهية الذي تتحقق تجريبيًا، نتيجة للتجول الروحي التجريبي الصارم. إنها تلعب دورًا مهمًا في نظرية المعرفة عند الغزالي، وغالبًا ما يتم التعبير عنها في البيانات الغائية المنتشرة في جميع أعماله.